# Mediophyceae
Mediophyceae es un grupo de algas diatomeas llamadas también "centrales polares", que constituyen un grado evolutivo intermedio entre las diatomeas centrales radiadas (Coscinodiscophyceae) que son más antiguas y las diatomeas pennales que evolutivamente son posteriores. Su morfología es pues intermedia entre estos grupos, por lo que es radial-bipolar y la estructura de la valva está dispuesta en referencia a un punto central de la valva o en referencia a dos, tres o más puntos (valva gonioide) de manera que aparecen valvas circulares, biangulares, triangulares o poligonales.

## Galería

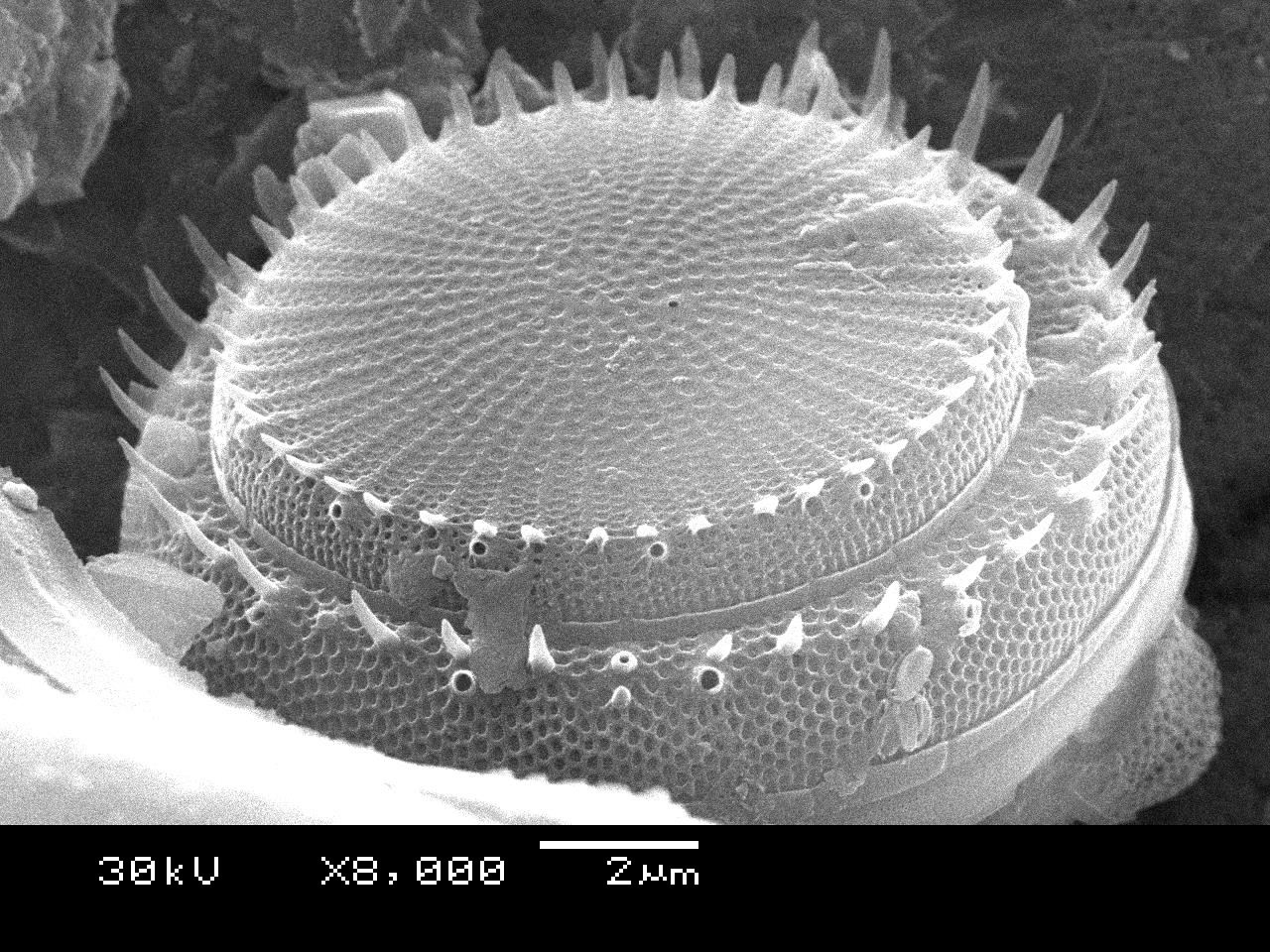
Diatomea torta (Stephanodiscus)
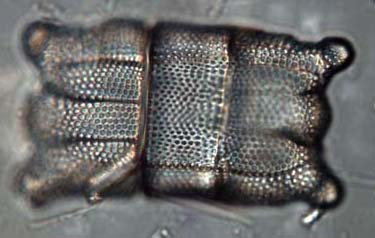
Biddulphia
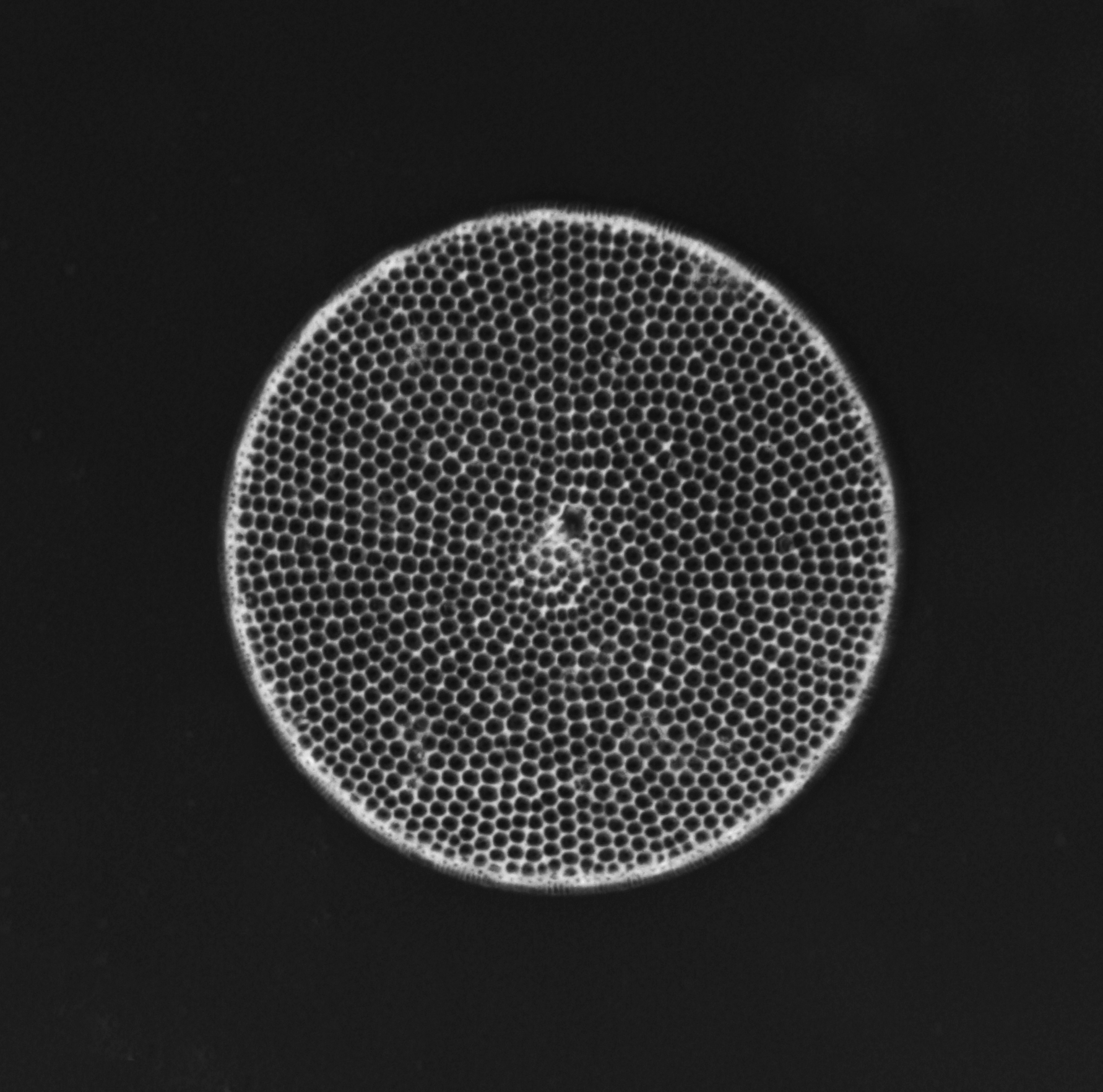
Thalassiosira fósil
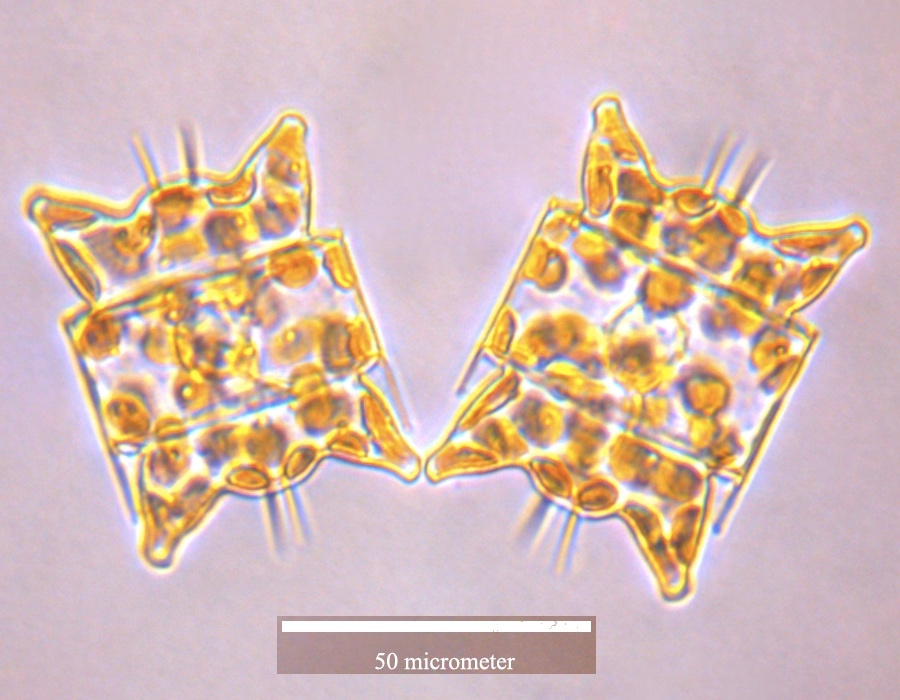
Odontella
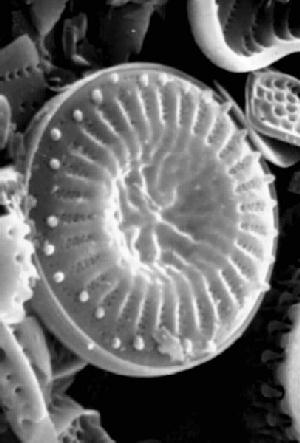
Cyclotella
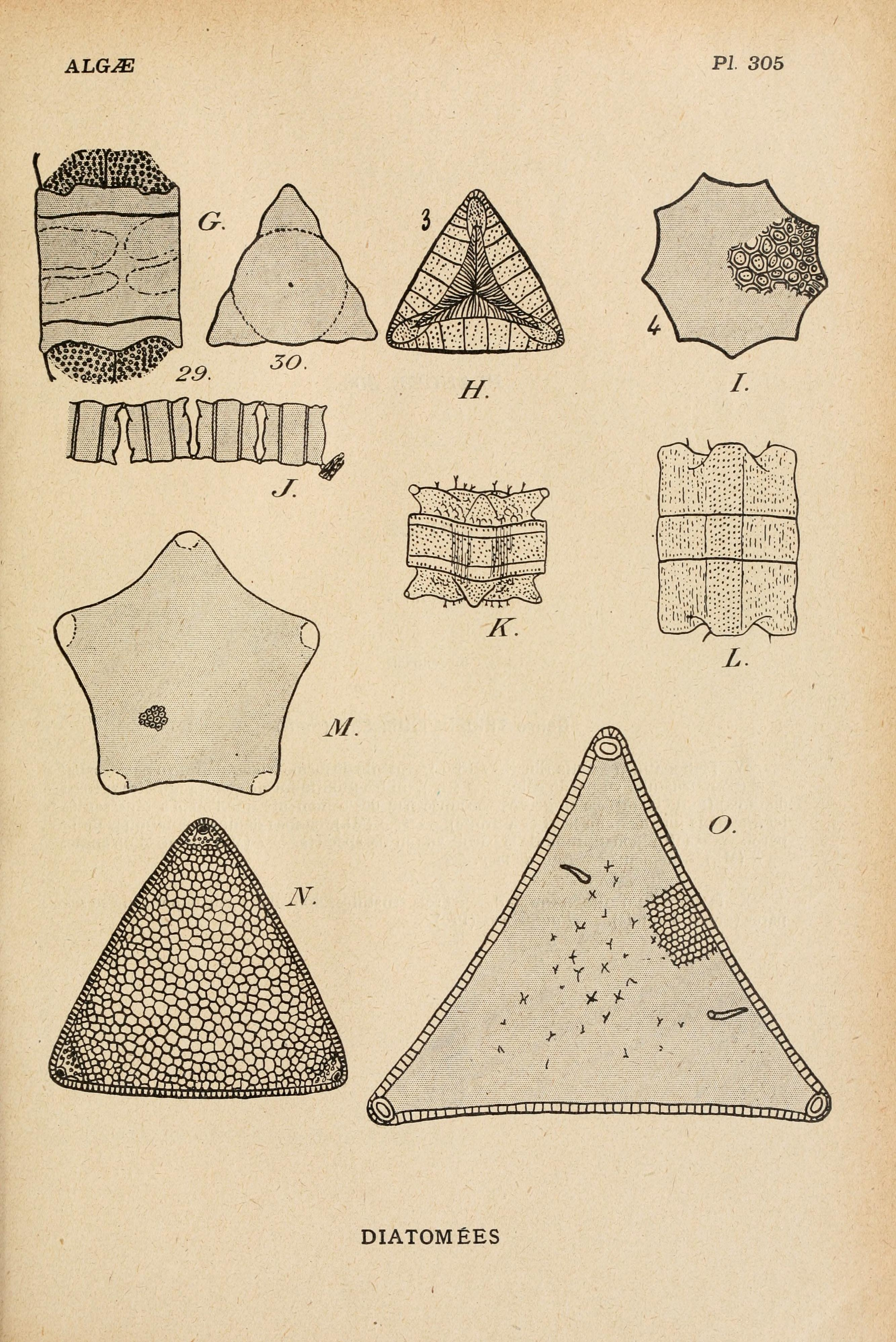
Dibujos de 1825